# جاك هووبر
جاك هووبر (بالإنجليزية: Jack Hooper)‏ هو رسام جداريات ‏ أمريكي، ولد في 26 أغسطس 1928 في لوس أنجلوس في الولايات المتحدة، وتوفي في 24 يناير 2014.